# معلق (كعيدنة)

تعديل مصدري - تعديل

معلق هي إحدى قرى عزلة بني نشر بمديرية كعيدنة التابعة لمحافظة حجة، بلغ تعداد سكانها 795 نسمة حسب تعداد اليمن لعام 2004.